# Rochester, New York
Rochester este un oraș din nord estul Statele Unite ale Americii, port pe țărmul de sud al lacului Ontario, la gura de vărsare a râului Genesse, la 114 km est-nord est de Buffalo. 

## Istoric
În 1789, Allen Ebenzer a construit pe râul Genesee o moară de cereale pentru indienii seneca din această zonă. În 1811, omul de afaceri, colonelul Nathaniel Rochester a cumpărat moara și a ridicat apoi mai multe construcții, devenind (în 1812) așezare permanentă cu numele Rochester, care s-a dezvoltat rapid după construirea Canalului Erie (1817 - 1825) și a hidrocentralei de pe râul Genesse. A fost declarat oraș în anul 1834.  Centrul orașului (down town), printr-un plan de sistematizare, a căpătat o nouă înfățișare (1960 - 1980).

## Economie
Economia orașului Rochester constă în  construcții de aparate optice (camere video, copiatoare, lentile) și fotografice (aici se află Compania Eastman-Kodak  și Corporația Xerox), de instrumente de precizie și control, de mașini-unelte, subansamble auto, utilaje textile, radioreceptoare, echipament electric, echipament pentru stomatologie. Alte ramuri ale industriei sunt industria chimică (filme fotografice), pielăriei și încălțămintei, industria textilă și alimentară (prelucrarea fructelor, în special a merelor). În Rochester se află Centru de cercetări nucleare, Institut Tehnologic (1829), Universitate (1850).

## Personalități născute aici
- Savanna Samson (n. 1967), actriță pornografică;
- Jon Jones (n. 1987), luptător.

## Orașe înfrățite
- Rennes, Franța din  1958
- Würzburg, Germania din  1964
- Caltanissetta, Italia din  1965
- Rehovot, Israel din  1972
- Krakow, Polonia din  1973
- Bamako, Mali din  1975
- Novgorod, Rusia din  1990
- Hamamatsu, Japonia din  1996